# Castanheira de Pera

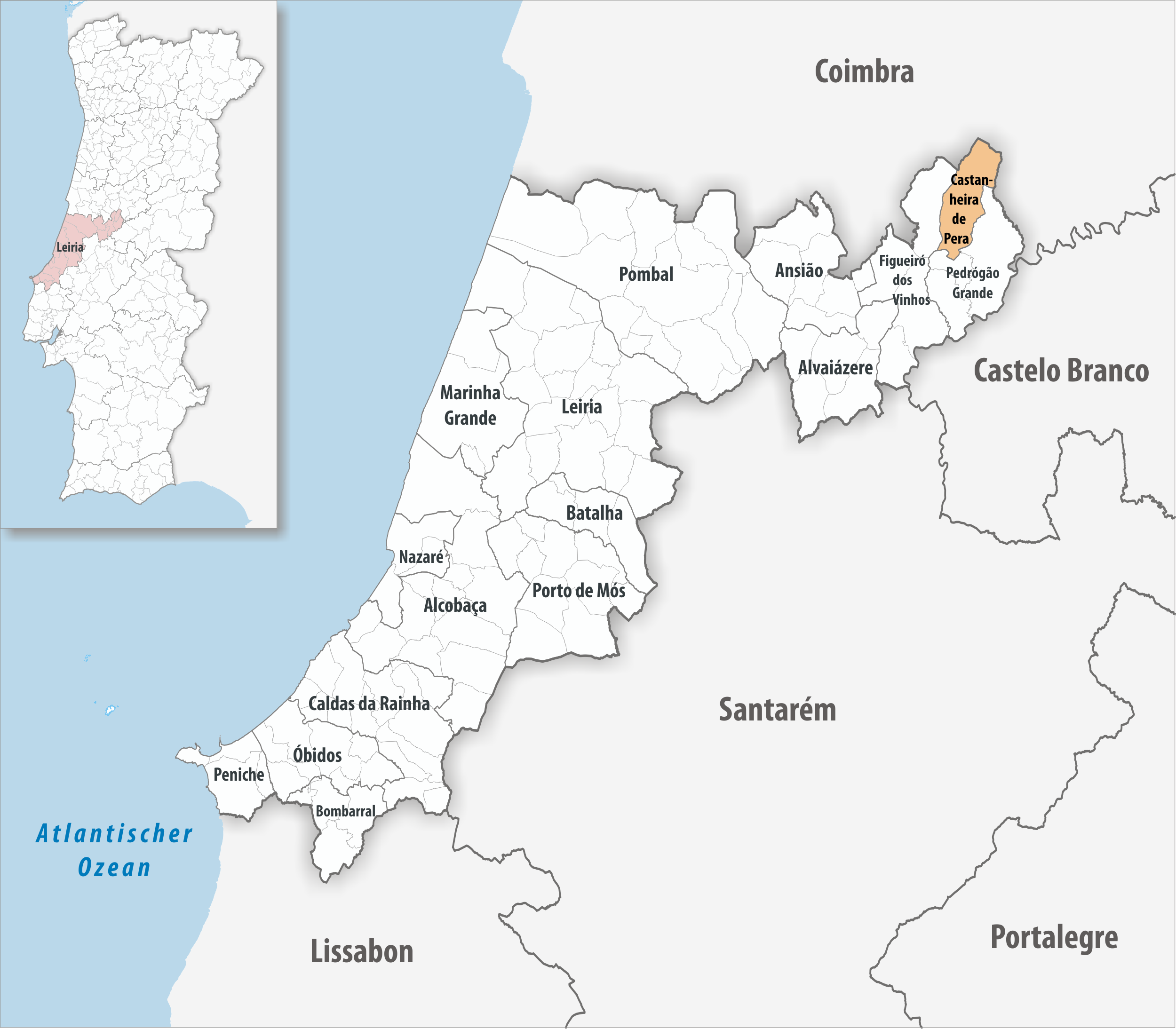
Kreis Castanheira de Pera

Castanheira de Pera, auch Castanheira de Pêra, ist eine Kleinstadt (Vila) in Portugal mit 3091 Einwohnern (Stand 30. Juni 2011).
Am 29. September 2013 wurden die Gemeinden Castanheira de Pera und Coentral zur neuen Gemeinde União das Freguesias de Castanheira de Pera e Coentral zusammengeschlossen. Castanheira de Pera ist Sitz dieser neu gebildeten Gemeinde.

## Geschichte
Die genauen Ursprünge Castanheira de Peras liegen im Dunkel. Einen ersten Hinweis erwähnt der Historiker Manuel Sousa Coutinho in seiner História de São Domingo, wonach eine Ortschaft namens Castanheira vor dem 15. Jahrhundert entstand. Die erste offizielle Nennung des Ortes erfolgte 1467 in einem Schlichtungsspruch des Königs D.Afonso V. zu Gebietsregelungen um Coentral herum. Castanheira de Pera gehörte zur damaligen Gemeinde Santa Maria de Pedrógão, bevor es 1502 eine eigenständige Gemeinde im Kreis Figueiró dos Vinhos wurde. 1691 entstand zudem die eigenständige Gemeinde Coentral.
Beide Gemeinden gehörten zum 1895 bzw. endgültig 1899 geschaffenen Kreis Pedrógão Grande. Die bisher ausschließlich durch Landwirtschaft und Schafzucht geprägte, an Weideflächen und Wasser reiche Gemeinde Castanheira de Pera hatte 1860 die Ansiedlung einer ersten Fabrik zur Wollverarbeitung erlebt und entwickelte sich seither zunehmend industriell, nicht zuletzt durch die am Fluss Ribeira de Pera gewonnene Energie. Die seither zunehmenden Bestrebungen, Castanheira de Pera zum Sitz eines eigenen Kreises zu machen, wurden 1913 mit Hinweis auf stetig zunehmende Steueraufkommen und Einwohnerzahlen intensiviert. Am 4. Juli 1914 schließlich wurde Castanheira de Pena Kreisstadt, unter Einschluss der Gemeinde Coentral.
Legende
Eine 1629 niedergeschriebene Legende berichtet von der Prinzessin Peralta, Tochter des Herrschers Arunce, die 72 v. Chr. sich in der Burg Castelo de Arouce in Lousã vor kriegerischen Auseinandersetzungen versteckt hielt. Auf Drängen ihres Liebhabers Quintus Sertorius, einem römischen Feldherr, zog sie mit ihrem Gefolge nach dem Ort Sertago. Auf dem Weg verstarb ihre Amme Antigona. Ihr wurde ein Grabstein gesetzt, mit der Inschrift "ANTÍGONA DE PERALTA AQUI FOI DA VIDA FALTA" (dt. etwa: Antigona de Peralta ging hier für immer, sie fehlt dem Leben). Die Legende berichtet weiter, die Göttin Venus habe der Prinzessin gezürnt und daher einen Blitz gesandt, der das gesamte Gefolge in Gebirge, und die Prinzessin in eine Nixe verwandelte, die fortan im Quellwasser des Gebirges lebte. Auch der Grabstein der Amme zersprang, und zu lesen waren nur noch die Teile ANTIG... A DE PER.., woraus in der Legende der Name Castanheira de Pera entstand.

## Sehenswürdigkeiten und Kultur
Der Fremdenverkehr, insbesondere im Wander- und Natur-Tourismus mit Einrichtungen des Turismo rural, hat nach dem Niedergang der traditionellen hiesigen Wollverarbeitung und Textilindustrie an Bedeutung gewonnen. Verschiedene historische Industriebetriebe sind heute denkmalgeschützt, darunter die 1874 gegründete und 1997 aufgegebene Fábrica de Têxteis da Várzea. Seither ist die Natur der Bergwelt der Serra da Lousã Hauptanziehungspunkt im Kreis. Wanderwege sind eingerichtet. Der 2003 eröffnete, naturnahe Freizeitpark Prazilândia ist ebenso zu nennen.
Zu den Baudenkmälern des Kreises zählen historische Wohnhäuser, Brunnen, frühere öffentliche Gebäude wie Rathaus, Schulen und das Postgebäude, und eine Vielzahl Sakralbauten. Zudem steht der historische Ortskern als Ganzes unter Denkmalschutz.
Der Kreis verfügt über mehrere Museen. In der 2001 von dem Architekten Paulo Pedroso fertiggestellten Casa do Tempo sind eine Dauerausstellung zur Pressegeschichte des Ortes und wechselnde Ausstellungen und Kulturveranstaltungen mit bevorzugt regionalem Bezug zu besuchen. Ebenfalls 2001 wurde in der ehemaligen Ölmühle Lagar do Corgo ein Museum zur Olivenölherstellung eröffnet. Seit 1996 ist in Coentral im Geburtshaus des Manuel Agostinho Barreto, dem späteren Bischof von Funchal, das Heimatmuseum Casa do Neveiro zu besichtigen. 1991 ist die Stadtbibliothek Biblioteca Municipal in das Geburtshaus Bissaya Barretos umgezogen.

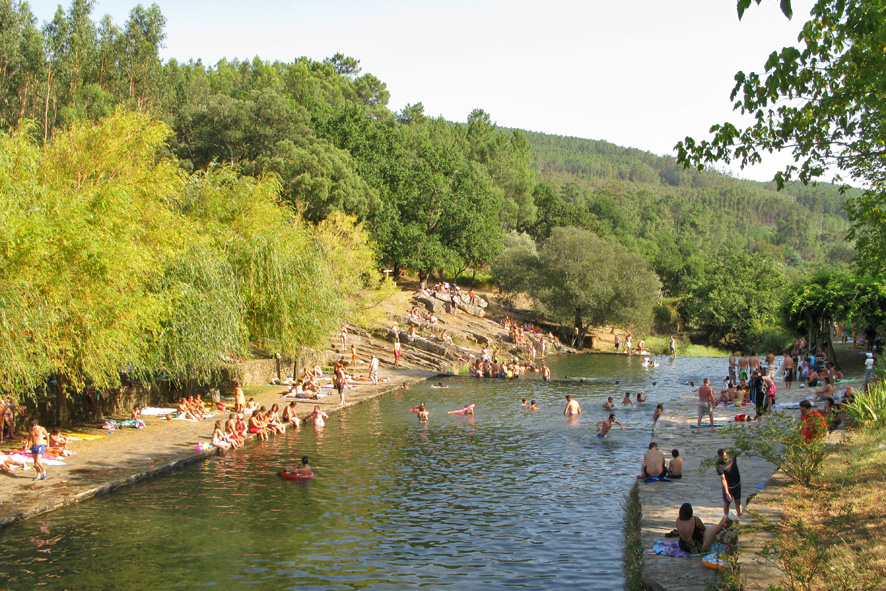
Am Flussschwimmbad Praia fluvial Corga
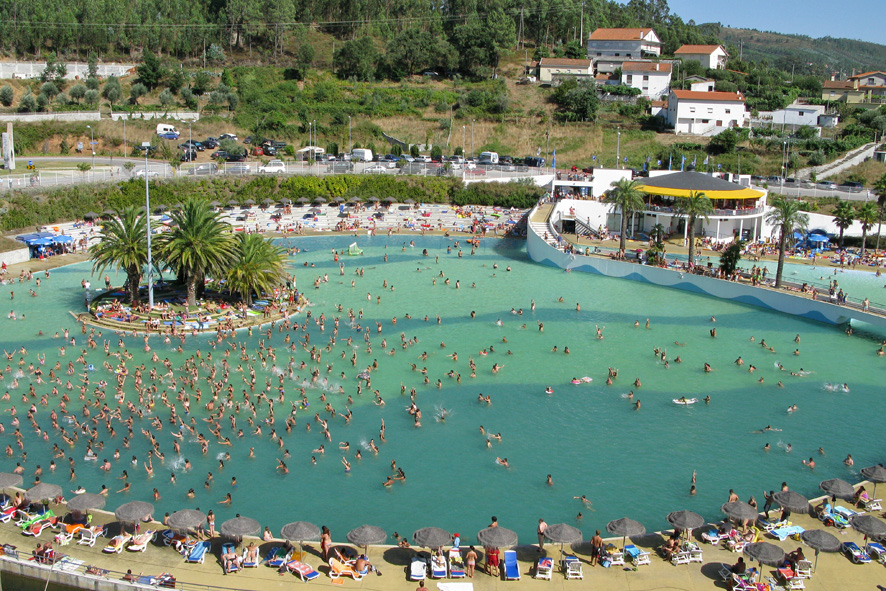
Die Badeanlage Praia das Rocas im Freizeitpark Prazilândia
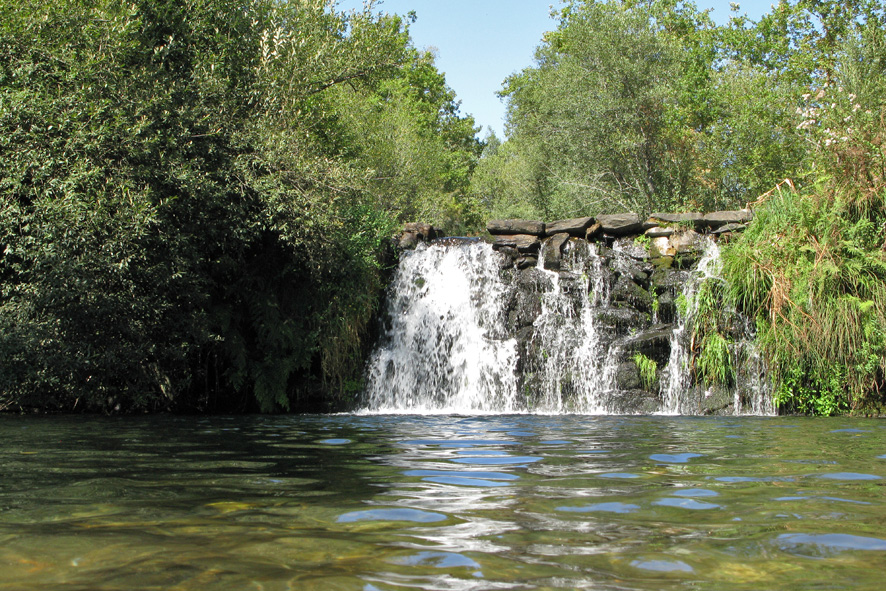
Die Wasserfälle Véras
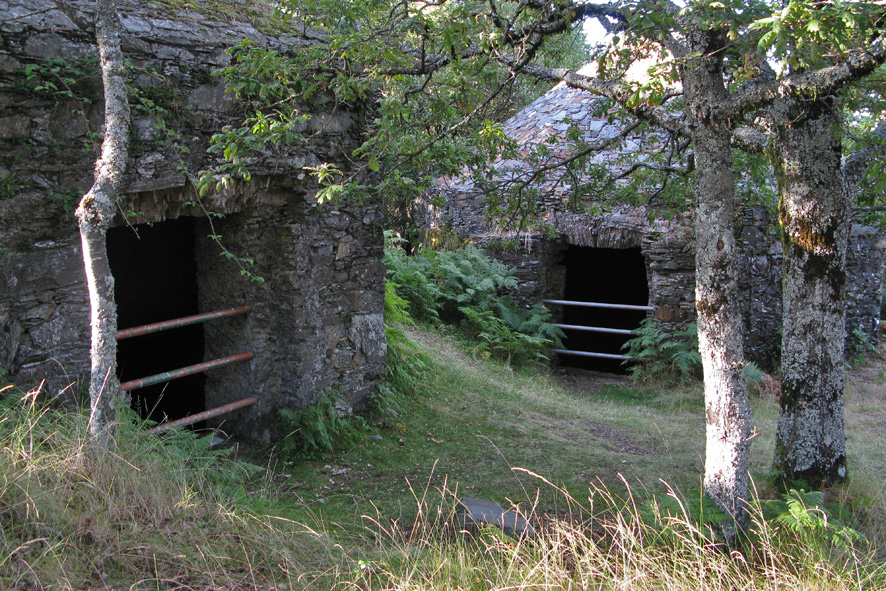
Alte Brunnenhäuser in der Bergwelt um Castanheira da Pera
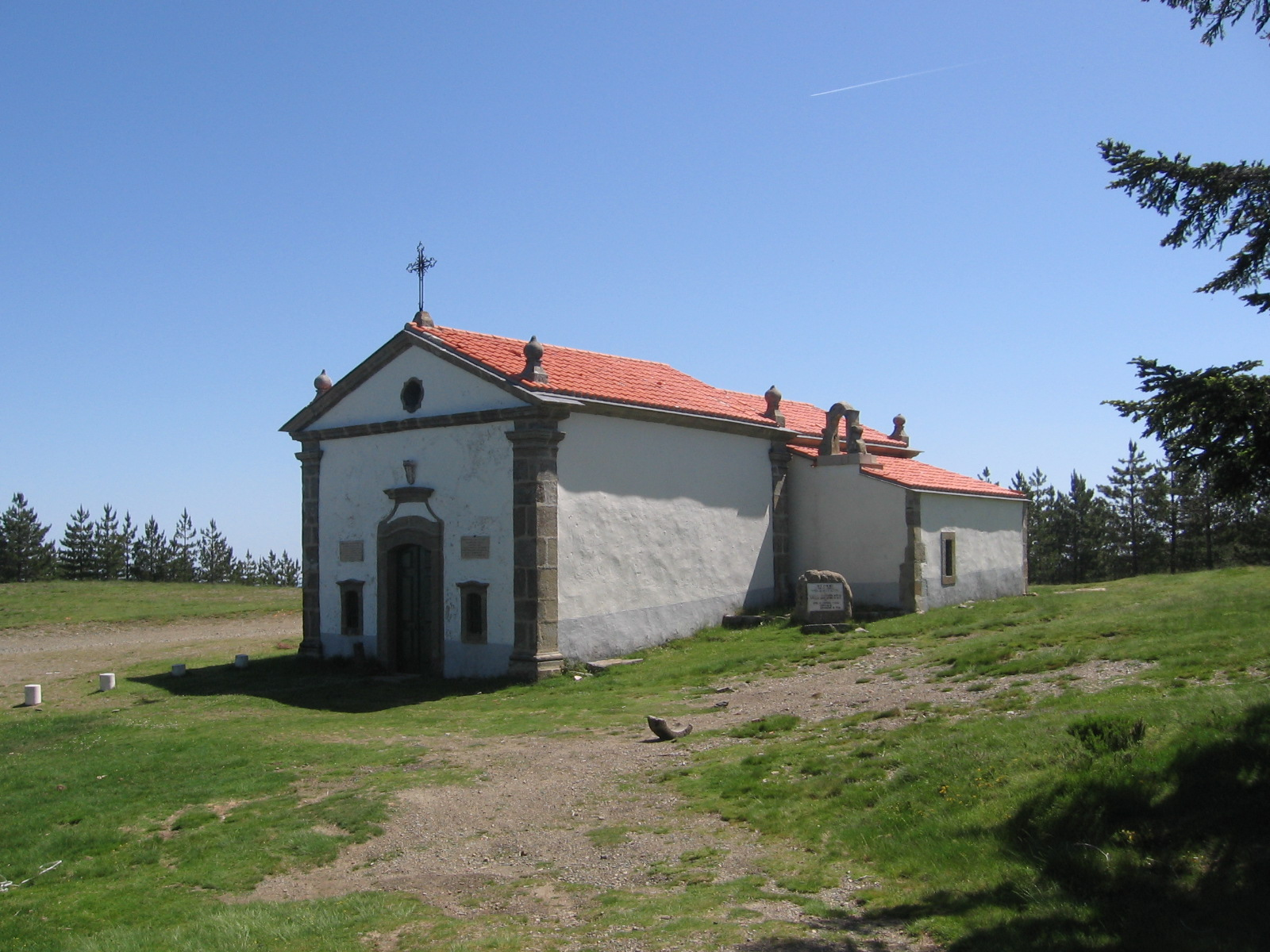
Die Kapelle Santo António da Neve

## Verwaltung

### Der Kreis
Castanheira de Pera ist Sitz eines gleichnamigen Kreises (Concelho) im Distrikt Leiria. Der Kreis besitzt eine Fläche von 66,8 km² und 3091 Einwohner (Stand 30. Juni 2011).
Die Nachbarkreise sind (im Uhrzeigersinn im Norden beginnend): Góis, Pedrógão Grande, Figueiró dos Vinhos sowie Lousã.
Der Kreis bestand seit seiner Gründung 1914 aus nur zwei Gemeinden (Freguesias):
- Castanheira de Pera
- Coentral

Gemäß Gesetzesentscheid wurden nach der erfolgten Kommunalwahl am 29. September 2013 die beiden Gemeinden zur neuen Gemeinde União das Freguesias de Castanheira de Pera e Coentral zusammengefasst, die nun deckungsgleich mit dem Kreis ist.
Neben den beiden Hauptorten liegen eine Reihe kleinerer Ortschaften im Gemeindegebiet:
| - Bolo - Botelhas | - Moredos - Pera | - Sapateira - Torgal | - Troviscal - Vilar |

### Bevölkerungsentwicklung
| Einwohnerzahl im Kreis Castanheira de Pera (1920–2011) | Einwohnerzahl im Kreis Castanheira de Pera (1920–2011) | Einwohnerzahl im Kreis Castanheira de Pera (1920–2011) | Einwohnerzahl im Kreis Castanheira de Pera (1920–2011) | Einwohnerzahl im Kreis Castanheira de Pera (1920–2011) | Einwohnerzahl im Kreis Castanheira de Pera (1920–2011) | Einwohnerzahl im Kreis Castanheira de Pera (1920–2011) | Einwohnerzahl im Kreis Castanheira de Pera (1920–2011) |
| ------------------------------------------------------ | ------------------------------------------------------ | ------------------------------------------------------ | ------------------------------------------------------ | ------------------------------------------------------ | ------------------------------------------------------ | ------------------------------------------------------ | ------------------------------------------------------ |
| 1920                                                   | 1930                                                   | 1960                                                   | 1981                                                   | 1991                                                   | 2001                                                   | 2011                                                   |                                                        |
| 5.839                                                  | 6.116                                                  | 5.739                                                  | 5.137                                                  | 4.442                                                  | 3.733                                                  | 3.191                                                  |                                                        |

In den ländlichen Gebieten Portugals hält seit Mitte des 20. Jahrhunderts ein wechselnd starker Auswanderungstrend in die städtischen Ballungsgebiete und ins Ausland an. In Castanheira de Pera wurde dieser Trend durch die parallel stattfindenden Schließungen der Textilfabriken zudem verstärkt.

### Kommunaler Feiertag
- 4. Juli

### Städtepartnerschaften
- Deutschland: Leimen (Baden) (seit 1993)[10]

## Wirtschaft
Die Entwicklungsgesellschaft Ribeirapera S.A. befindet sich in städtischem Besitz und betätigt sich insbesondere in der lokalen Wirtschaftsförderung. Ihren Sitz hat sie im hiesigen Industriegebiet Zona Industrial de Safrujo.
Der ursprünglich von Weideviehwirtschaft und Landwirtschaft geprägte Kreis entwickelte sich seit der zweiten Hälfte des 19. Jahrhunderts zunehmend industriell, insbesondere im Bereich der Textilindustrie. In den 1980er Jahren setzte dann ein industrieller Niedergang ein. Seither hat der Fremdenverkehr an Bedeutung gewonnen.

## Söhne und Töchter der Stadt
- Manuel Agostinho Barreto (1835–1911), Bischof von Funchal
- Luís Alves Tomás (1871–1931), Unternehmer und Mitbegründer der Religionsgemeinschaft Racionalismo Cristão in Brasilien
- Fernando Baeta Bissaia Barreto Rosa, bekannt als Bissaya Barreto (1886–1974), Arzt, Hochschullehrer, Politiker und Freimaurer
- Ulisses Cortês (1900–1975), Jurist und Politiker, 1965–1968 Finanzminister des Estado-Novo-Regimes
- João Carvalho (* 1997), Fußballspieler